# 乾舷

描述船舶的尺寸的图形表示。其中f是乾舷。

在航行和划船中，船只的乾舷是从水线到上层甲板的距离，從水可以进入船只或船舶的舷弧最低点处開始测量。在商业船舶中，後來出現的标准是相对于船舶載重吃水線测量的，无论甲板的用途為何，它都具有规定的和规范的意义 。
在遊艇中，通常赛艇都是低乾舷，以提高速度（通过减轻重量并因此减少阻力）。更高的乾舷可在机舱内提供更多空间，但会增加重量和阻力，影响速度。更高的乾舷，例如远洋客轮上使用的，也有助于抵御海浪，从而减少被露天甲板上的海浪冲走的可能性。低乾舷船在波涛汹涌的海面上容易进水。货船和军舰使用高乾舷设计来增加内部容积，这也使它们能够满足國際海事組織(IMO) 的破损稳性规定，因为增加了储备浮力。

## 參照
- 关于用于测量海冰的术语，请参见海冰厚度。

## 註記
1. ↑  . 2008  [2008-04-16]. （原始内容存档于2009-10-14）. Portuguese Web Archive的存檔，存档日期2009-10-14
2. ↑  .   [2008-06-23]. （原始内容存档于2008-04-16）. （页面存档备份，存于）